# Felvéve
A Felvéve (eredeti cím: Accepted) 2006-ban bemutatott amerikai filmvígjáték, amelynek rendezője Steve Pink, forgatókönyvírója Adam Cooper, Bill Collage és Mark Perez. A főbb szerepekben Justin Long, Jonah Hill és Adam Herschman látható.
A történet Wickliffe-ben és egy Harmon nevű fiktív ohiói városban játszódik. A forgatás a kaliforniai Los Angelesben és Orange-ban zajlott.
A filmet 2006. augusztus 18-án mutatta be a Universal Pictures.

## Rövid történet
Egy középiskolai lúzer, akit minden iskola, ahová jelentkezik, elutasít, úgy dönt, hogy létrehozza saját felsőoktatási intézményét, a South Harmon Institute of Technology-t, egy lepusztult területen, a szülővárosa közelében.

## Szereplők
| Szerep               | Színész           | Szinkronhang    |
| -------------------- | ----------------- | --------------- |
| Bartleby Gaines      | Justin Long       | Hamvas Dániel   |
| Sherman Schrader     | Jonah Hill        | Szvetlov Balázs |
| Glen                 | Adam Herschman    | Bartucz Attila  |
| Hands                | Columbus Short    | Molnár Levente  |
| Rory                 | Maria Thayer      | Vadász Bea      |
| Ben bácsi            | Lewis Black       | Forgács Gábor   |
| Monica               | Blake Lively      | Zsigmond Tamara |
| Jack Gaines          | Mark Derwin       | Beratin Gábor   |
| Diane Gaines         | Ann Cusack        | Báthory Orsolya |
| Lizzie Gaines        | Hannah Marks      | Mánya Zsófi     |
| Abernathy            | Robin Lord Taylor | Kossuth Gábor   |
| Kiki                 | Diora Baird       | Dögei Éva       |
| Maurice              | Joe Hursley       | Földi Tamás     |
| Fura diák            | Jeremy Howard     | Magyar Bálint   |
| Van Horne dékán      | Anthony Heald     | Harsányi Gábor  |
| Hoyt Ambrose         | Travis Van Winkle | Seder Gábor     |
| Gwynn                | Kaitlin Doubleday | Kiss Anikó      |
| Mike Welsh           | Sam Horrigan      | Vári Attila     |
| Mike McNaughton      | Ross Patterson    |                 |
| Mike Chambers        | Artie Baxter      |                 |
| Dwayne               | Kellan Lutz       | Előd Álmos      |
| Wayne                | Brendan Miller    | Előd Botond     |
| Mr. Schrader         | Jim O'Heir        | Kajtár Róbert   |
| Mrs. Schrader        | Darcy Shean       | Téglás Judit    |
| Mr. Harkin           | Jay Harik         | Fehér Péter     |
| Recepciós            | Steve Little      | Simon Aladár    |
| Kisfiú a cipőboltban | Mathew Vigil      | Penke Bence     |

## Médiakiadás
A film 2006. november 14-én jelent meg DVD-n, szélesvásznú és teljes képernyős formátumban. A DVD-t törölt jelenetekkel és egy gegfilmmel egészítették ki.  A Felvéve szintén egyike volt a HD DVD formátumban megjelent filmeknek, mielőtt a formátumot megszüntették volna. A film 2021. január 19-én jelent meg Blu-rayen a Mill Creek Entertainment forgalmazásában.

## Filmzene
| Felvéve (Original Motion Picture Soundtrack) | Felvéve (Original Motion Picture Soundtrack)             | Felvéve (Original Motion Picture Soundtrack) | Felvéve (Original Motion Picture Soundtrack) | Felvéve (Original Motion Picture Soundtrack) | Felvéve (Original Motion Picture Soundtrack) | Felvéve (Original Motion Picture Soundtrack) | Felvéve (Original Motion Picture Soundtrack) | Felvéve (Original Motion Picture Soundtrack) | Felvéve (Original Motion Picture Soundtrack) |
| #                                            | Cím                                                      | Előadók                                      | Hossz                                        |                                              |                                              |                                              |                                              |                                              |                                              |
| -------------------------------------------- | -------------------------------------------------------- | -------------------------------------------- | -------------------------------------------- | -------------------------------------------- | -------------------------------------------- | -------------------------------------------- | -------------------------------------------- | -------------------------------------------- | -------------------------------------------- |
| 1.                                           | U-Mass                                                   | Pixies                                       | 3:02                                         |                                              |                                              |                                              |                                              |                                              |                                              |
| 2.                                           | Gravity Rides Everything                                 | Modest Mouse                                 | 4:20                                         |                                              |                                              |                                              |                                              |                                              |                                              |
| 3.                                           | The Hives Declare Guerre Nucleaire                       | The Hives                                    | 1:35                                         |                                              |                                              |                                              |                                              |                                              |                                              |
| 4.                                           | Bole 2 Harlem                                            | Bole 2 Harlem                                | 4:09                                         |                                              |                                              |                                              |                                              |                                              |                                              |
| 5.                                           | Eleanor Rigby (Originally by The Beatles)                | David Schommer featuring David Jensen        | 3:57                                         |                                              |                                              |                                              |                                              |                                              |                                              |
| 6.                                           | TKO                                                      | Le Tigre                                     | 3:26                                         |                                              |                                              |                                              |                                              |                                              |                                              |
| 7.                                           | Where Do I Begin                                         | The Chemical Brothers feat. Beth Orton       | 6:31                                         |                                              |                                              |                                              |                                              |                                              |                                              |
| 8.                                           | Sherman's Way                                            | David Schommer                               | 2:12                                         |                                              |                                              |                                              |                                              |                                              |                                              |
| 9.                                           | Keepin' Your Head Up                                     | The Ringers                                  | 1:50                                         |                                              |                                              |                                              |                                              |                                              |                                              |
| 10.                                          | Don't You (Forget About Me) (Originally by Simple Minds) | David Schommer                               | 1:58                                         |                                              |                                              |                                              |                                              |                                              |                                              |
| 11.                                          | Holiday                                                  | Green Day                                    | 3:26                                         |                                              |                                              |                                              |                                              |                                              |                                              |
| 12.                                          | Let The Drummer Kick                                     | Citizen Cope                                 | 4:17                                         |                                              |                                              |                                              |                                              |                                              |                                              |
| 13.                                          | To Be Young (Is To Be Sad, Is To Be High)                | Ryan Adams                                   | 3:05                                         |                                              |                                              |                                              |                                              |                                              |                                              |
| 14.                                          | You Think We Suck                                        | Ape Fight                                    | 2:19                                         |                                              |                                              |                                              |                                              |                                              |                                              |
| 46:03                                        |                                                          |                                              |                                              |                                              |                                              |                                              |                                              |                                              |                                              |

## Bevételi adatok
- Költségvetés: 23 000 000 dollár
- Hazai bevétel: 36 323 505 dollár
- Külföldi bevétel: 2 299 757 dollár
- Világszerte: 38 623 262 dollár dollár[4]